# Garindein
Garindein (Baskisch:Garindaine) is een gemeente in het Franse departement Pyrénées-Atlantiques (regio Nouvelle-Aquitaine) en telt 525 inwoners (1999). De plaats maakt deel uit van het arrondissement Oloron-Sainte-Marie. Ze ligt in de Baskische provincie Soule.

## Geografie
De oppervlakte van Garindein bedraagt 6,9 km², de bevolkingsdichtheid is 76,1 inwoners per km².
De onderstaande kaart toont de ligging van Garindein met de belangrijkste infrastructuur en aangrenzende gemeenten.

## Demografie
Onderstaande figuur toont het verloop van het inwonertal (bron: INSEE-tellingen).